# Nobel Mendy
Nobel Mendy (Guédiawaye, 3 de septiembre de 2004) es un futbolista senegalés que juega como defensa en el Rayo Vallecano de la Primera División de España.

## Trayectoria
Nobel desarrolló su carrera como juvenil en los clubes Stade de Porte Normande Vernon, F. C. Mantes y en las categorías inferiores del Paris Football Club. A mediados de 2023 fue ascendido al primer equipo y cedido a las categorías inferiores del Real Betis Balompié, donde pronto tuvo participaciones en el Betis Deportivo.
El 6 de enero de 2024, debido a las bajas sufridas en la defensa del Real Betis, debutó a las órdenes de Manuel Pellegrini acompañando en la zaga a Germán Pezzella, en el duelo de dieciseisavos de final de la Copa del Rey disputado en Mendizorroza donde el conjunto verdiblanco cayó eliminado frente al Deportivo Alavés por 1–0.
En junio de 2024, el Real Betis ejerció la opción de compra y siendo un jugador en propiedad realizó toda la pretemporada con el primer equipo siendo titular en algunos de los partidos que el equipo disputó en sus diferentes stages veraniegos. Durante la temporada llegó a estrenarse en la Primera División y en agosto de 2025 fue cedido al Rayo Vallecano.

## Clubes
Actualizado al último partido disputado el 18 de mayo de 2025.
| Club                     | País    | Año       | Partidos | Goles |
| ------------------------ | ------- | --------- | -------- | ----- |
| Paris F. C.              | Francia | 2021-2024 | 3        | 0     |
| Betis Deportivo Balompié | España  | 2023-2025 | 34       | 0     |
| Real Betis Balompié      | España  | 2024-     | 6        | 0     |
| Rayo Vallecano (cedido)  | España  | 2025-     |          |       |